# Knut Storberget
Knut Storberget (Elverum, 6 oktober 1964) is een Noors politicus van de Arbeiderpartiet. Hij werd in 2001 voor het eerst gekozen in het Noorse parlement en was van 2005 tot 2011 minister van Justitie in de tweede regering van Jens Stoltenberg.
Storberget studeerde politicologie aan de Universiteit van Oslo, maar maakte die studie niet af. Hij deed vervolgens rechten, waarin hij in 1990 afstudeerde. Storberget werkte vervolgens als strafrechtadvocaat. Hij maakte daarnaast carrière binnen de Arbeiderpartiet in zijn geboorteprovincie. Dat leidde ertoe dat hij in 2001 lid werd van het parlement en in 2005 minister van Justitie. Na zijn aftreden in 2011 werd hij weer volwaardig lid van de Storting.
- Bibsys: 90737058
- International Standard Name Identifier: 0000 0004 0804 9220
- Library of Congress Control Number: no2013098338
- Système universitaire de documentation: 169127958
- Virtual International Authority File: 228625401
- WorldCat: E39PBJxWTKqPHVWwykdw4KjDMP